# Nationalpark Mljet
Der Nationalpark Mljet, 1960 gegründet, bildet den Westteil der Insel Mljet in Kroatien.

## Lage und Beschreibung
Der Nationalpark Mljet umfasst reichlich ein Viertel der Insel und liegt in deren nordwestlichem Teil. Die Fläche des Parks von ca. 5400 Hektar erstreckt sich auch über Teile des umgebenden Adriatischen Meeres und vorgelagerte Inseln. Den Status als Nationalpark erhielt die Fläche am 11. November 1960. Damit sollte das ursprüngliche Ökosystem der Adria erstmals weitestgehend vor wirtschaftlicher Ausbeutung geschützt werden.

## Flora
Mljet ist eine der am stärksten bewaldeten Inseln im Mittelmeer. Vor allem wachsen hier Steineichen und Kiefern. Im 19. Jahrhundert war der Wald dichter bewachsen als zu Beginn des 21. Jahrhunderts. Ein starker Waldbrand vernichtete einen Großteil der Bäume, der Wald konnte sich noch nicht ganz davon erholen (Stand 2019) und hat seine ursprüngliche Dichte deshalb noch nicht wiedererlangt.

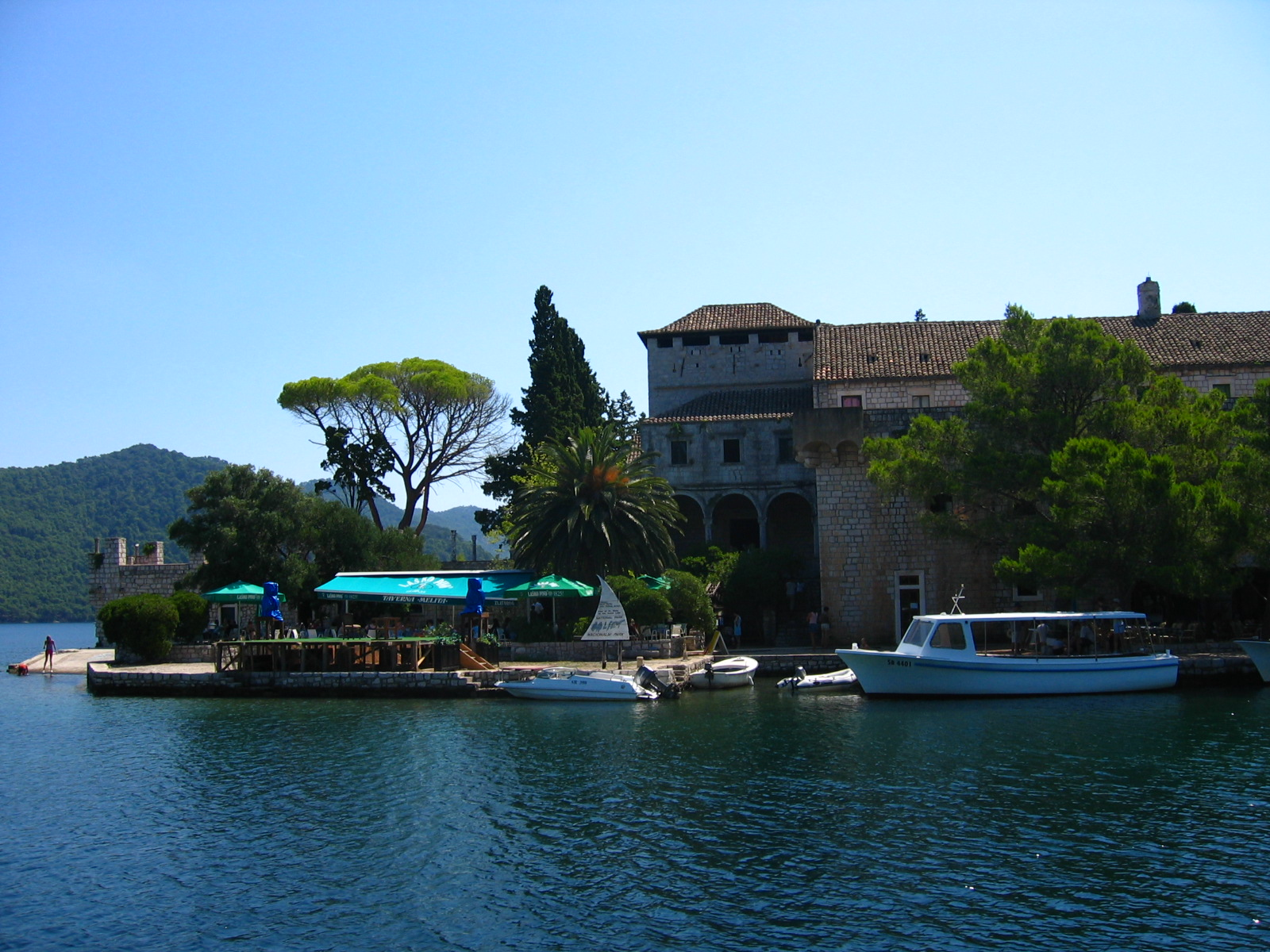
Kloster der Hl. Maria im Großen Mljet-See

## Fauna
In den Wäldern des Nationalparks leben Mungos, eine eigentlich fremde Tierart für diese Region. Sie wurden 1909 auf der Insel freigesetzt, um die dortigen Giftschlangen auszurotten. Dieses erreichten sie auch, allerdings fraßen sie auch andere Schlangenarten. Die Mungo-Population befindet sich seit Ende der 1990er Jahre in einem labilen Gleichgewicht zur Umgebung. Neben den Mungos wurden Mitte des 20. Jahrhunderts weitere Tiere auf der Insel ausgesetzt, unter anderem Edelhirsche, Wildschweine, Hasen, eine Gemsart und Rebhühner. Überlebt haben nur die Hasen, Hirsche und Wildschweine. Letztere haben sich mittlerweile zu einer Plage entwickelt, da sie regelmäßig die Weinberge der Inselbewohner verwüsten.
Im Wasser der beiden Seen wachsen Muscheln, auch kommen hier endemische Arten vor wie die Qualle Aurelia. Zudem hat sich hier aufgrund spezifischer Bedingungen das größte buschige Korallenriff der Welt entwickelt.
In der Nähe der Marieninsel wurden auch Mittelmeer-Mönchsrobben gesichtet, die zu den meistgefährdeten Säugetieren dieser Welt zählen.

## Nutzung
Trotz des strengen Schutzstatus' sind Aktivitäten wie Tauchen, Wandern oder Schwimmen an ausgewiesenen Strecken oder Stellen erlaubt. Strände, ein Aussichtspunkt (Montokuc) sowie etliche Berggipfel bieten den Besuchern des Nationalparks viele Möglichkeiten der Beschäftigung mit der Natur. Unterkünfte für Touristen am Rande des Parks sind noch nicht in ausreichender Anzahl vorhanden (Ende 2018).